# Contea di Stafford (Virginia)
La contea di Stafford ( in inglese Stafford County ) è una contea dello Stato della Virginia, negli Stati Uniti. La popolazione al censimento del 2000 era di 92 446 abitanti. Il capoluogo di contea è Stafford.